# Lennart Söderberg (arkitekt)
Gösta Lennart Söderberg, född 21 maj 1923 i Sundsvall, död 31 mars 2012 i Örebro Nikolai församling, var en svensk arkitekt.
Söderberg, som var son till distriktschef Gösta Söderberg och Göta Pettersson, avlade studentexamen 1943 och utexaminerades från Chalmers tekniska högskola 1951. Han var ingenjör vid AB Hallström & Nisses i Sundsvall 1944–1945, anställd hos arkitekt Ragnar Dahlberg i Göteborg 1950 och hos arkitekt Nils G. Brink i Örebro från 1951. 
Söderberg vann första pris i arkitekttävling om kommunalhus i Lerums landskommun 1955, medverkade vid ritandet av bland annat ett flertal sjukhem, tillbyggnader till sjukhus och övriga byggnader för sjukvård. Han var ledamot Chalmers elevråd 1947–1950, av Yngre arkitekters nämnd 1955–1959, av Svenska Arkitekters Riksförbunds pensionskassas fullmäktige 1956–1963, styrelseledamot i Örebro byggnadsförening 1960–1962, i Örebro ingenjörsklubb 1961, i Mellansveriges arkitektförening 1962 och i Svenska Arkitekters Riksförbund 1964.